# وشق بلقاني
الوشق البلقاني (الاسم العلمي: Lynx lynx balcanicus) هو نويع من الوشق الأوراسي التابع لجنس الوشق. يتواجد في ألبانيا وكوسوفو وغرب مقدونيا الشمالية، مع تواجده بجُمهرات صغيرة في الجبل الأسود. يعتبر رمزًا وطنيًا في مقدونيا الشمالية ويظهر على العملة المعدنية فئة 5 دنانير.